# Fraude eletrônica
Fraude eletrônica é uma prática criminosa que envolve o uso de tecnologias da informação e comunicação para realizar atividades fraudulentas.

## Legislações

### Brasil
No Brasil, a legislação aborda a fraude eletrônica através de várias leis, sendo uma delas a Lei Carolina Dieckmann, essa lei criminaliza a invasão de dispositivos e a obtenção não autorizada de dados. Além disso, o Código Penal trata de crimes como estelionato, que também podem envolver fraudes online. O Marco Civil da Internet estabelece princípios gerais para o uso da internet, enquanto a Lei Geral de Proteção de Dados regula o tratamento de informações pessoais. Além das penalidades criminais, as vítimas podem buscar reparação por meio de ações civis, e os tribunais podem aplicar medidas cautelares. 

### Estados Unidos
A fraude eletrônica foi definida pela primeira vez nos Estados Unidos em 1952.
18 U.S.C. § 1343 diz:
Qualquer pessoa que, tendo concebido ou pretendendo conceber qualquer esquema ou artifício para fraudar, ou para obter dinheiro ou propriedade por meio de falsas ou fraudulentas pretensões, representações ou promessas, transmitir ou fizer transmitir por meio de comunicação por fio, rádio ou televisão no comércio interestadual ou exterior, quaisquer escritos, sinais, imagens ou sons para o propósito de executar tal esquema ou artifício, será multado sob este título ou preso por não mais de 20 anos, ou ambos. Se a violação ocorrer em relação a, ou envolver qualquer benefício autorizado, transportado, transmitido, transferido, desembolsado ou pago em conexão com, um desastre ou emergência major declarado presidencialmente (como esses termos são definidos na seção 102 da Lei de Assistência a Desastres e Emergências Robert T. Stafford (section 102 of the Robert T. Stafford Disaster Relief and Emergency Assistance Act) (42 U.S.C. 5122)), ou afetar uma instituição financeira, tal pessoa será multada em não mais de $ 1.000.000 ou presa por não mais de 30 anos, ou ambos.
Em termos simples, qualquer pessoa que tente enganar outras pessoas ou grupos por meio de qualquer forma de comunicação (paradoxalmente, até mesmo sem fio), como telefones, mensagens instantâneas, e-mails, ou por meio de escrita, sinais, imagens ou sons, pode ser punida com uma pena máxima de prisão de 20 anos. Se o golpe envolver uma instituição financeira, a multa máxima é elevada para 1 milhão de dólares americanos e uma pena de prisão não superior a 30 anos, ou ambos.